# MIT Computer Science and Artificial Intelligence Laboratory
Le MIT Computer Science and Artificial Intelligence Laboratory ou laboratoire de recherche en informatique et intelligence artificielle du MIT est un laboratoire de recherche au sein du Massachusetts Institute of Technology. 

## Liste des dirigeants
| Identité                     | Période | Période  | Durée  |
| Identité                     | Début   | Fin      | Durée  |
| ---------------------------- | ------- | -------- | ------ |
| Rodney Brooks (né en 1954)   | 2003    | 2007     | 4 ans  |
| Victor Zue (en) (né en 1944) | 2007    | 2011     | 4 ans  |
| Anant Agarwal (né en 1959)   | 2011    | 2012     | 1 an   |
| Daniela L. Rus (née en 1963) | 2012    | En cours | 13 ans |